# Magic (canção de Coldplay)
"Magic" é uma canção da banda britânica Coldplay. Foi lançada como primeiro single do sexto álbum de estúdio da banda, Ghost Stories (2014). Ghost Stories foi apresentado oficialmente pelo grupo e pela Parlophone em 3 de março de 2014. "Magic" foi disponibilizado para download digital por meio do iTunes e Amazon.com no mesmo dia. Foi incluida na trilha sonora da novela Império.

## Capa
Assim como a capa de Ghost Stories, a capa do single "Magic" foi desenhada pela artista Mila Fürstová e contém um pássaro. Dentro dele, há vários desenhos diferentes, que contém referências à letra da música. Um casal (representando a figura do casal da canção), um teatro e uma cartola (representando a figura do mágico, ou da magia), corações partidos ao meio (do trecho, Broken into two), e vários outros elementos.

## Promoção
Ghost Stories foi apresentado oficialmente pelo grupo e pela Parlophone em 3 de março de 2014, juntamente com a capa e lista de faixas. O primeiro single do álbum, "Magic", foi disponibilizado para download digital por meio do iTunes e Amazon.com no mesmo dia, com pré-encomendas do álbum, incluindo a faixa como um download "instant-grat".
No dia 5 de março de 2014, o "The Oracle" confirmou um vindouro videoclip oficial para a promoção da música.

### Paradas semanais
| Parada (2014)                      | Melhor Posição |
| ---------------------------------- | -------------- |
| Alemanha (Media Control)           | 14             |
| Austrália (ARIA Charts)            | 5              |
| Áustria (Austrian Singles Chart)   | 14             |
| Bélgica (Ultratop Flandres)        | 5              |
| Bélgica (Ultratop Valônia)         | 7              |
| Canadá (Canadian Hot 100)          | 13             |
| Dinamarca (Tracklisten)            | 5              |
| Espanha (Spanish Singles Chart)    | 5              |
| Estados Unidos (Billboard Hot 100) | 14             |
| Estados Unidos (Adult Pop Songs)   | 30             |
| Finlândia (Finnish Singles Chart)  | 7              |
| França (French Singles Chart)      | 6              |
| Holanda (Mega Charts)              | 2              |
| Irlanda (Irish Singles Charts)     | 4              |
| Itália (Italy Singles Charts)      | 3              |
| Nova Zelândia (RIANZ Charts)       | 10             |
| Suíça (Swiss Music Charts)         | 21             |
| Suécia (Singles Chart)             | 5              |
| Reino Unido (UK Singles Chart)     | 10             |

## Faixas
| Edição padrão |         |                                                            |               |         |  |
| N.º           | Título  | Letras                                                     | Produzido por | Duração |  |
| 1.            | "Magic" | Chris Martin, Jonny Buckland, Guy Berryman, Will Champion. |               | 4:45    |  |